# Marisa Merz
Pour les articles homonymes, voir Merz.

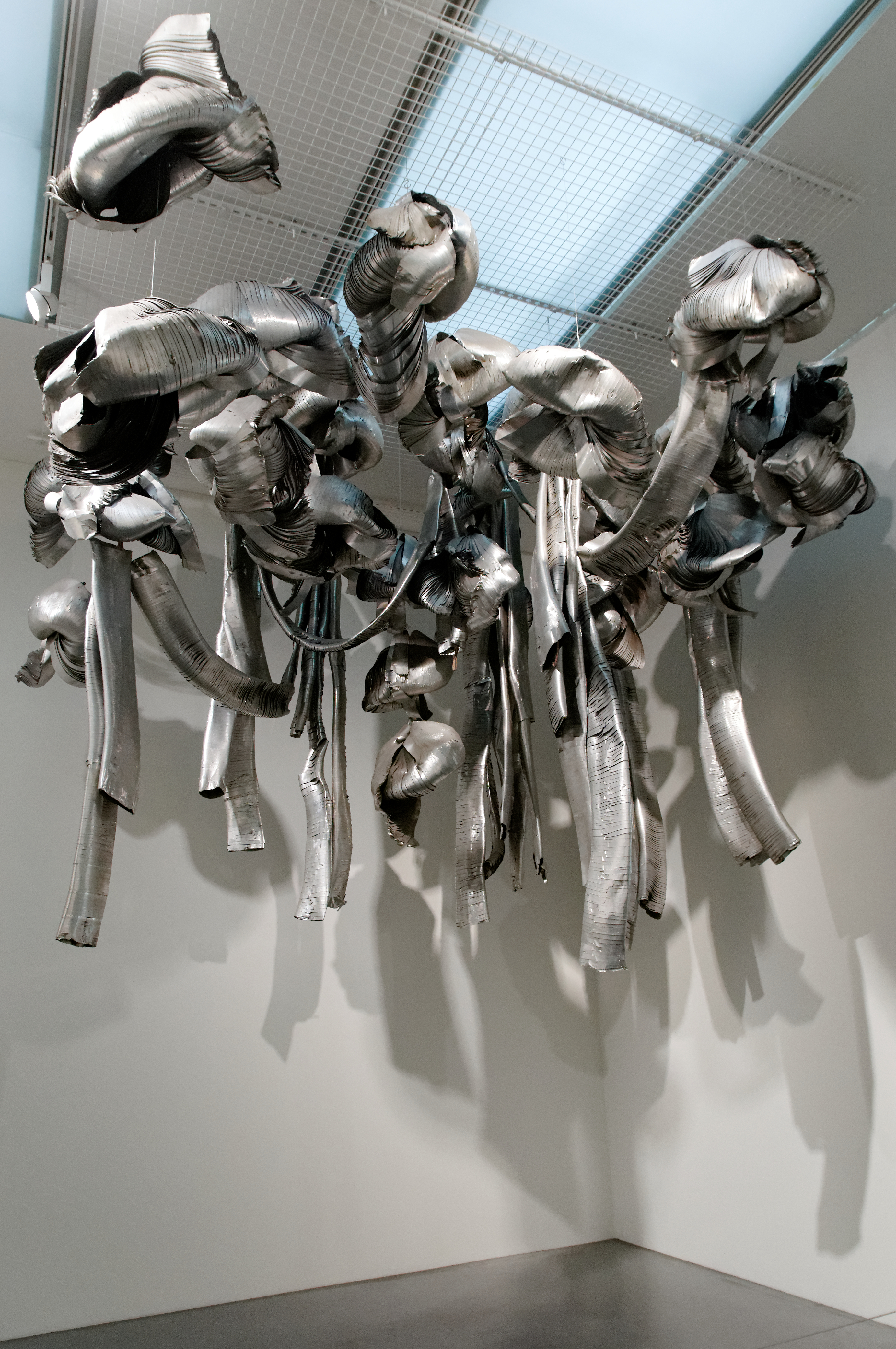
Sans titre, œuvre en aluminium suspendu, exposée en 1966 au domicile de l'artiste, acquise par la Tate Modern en 2009.

Marisa Merz (Maria Luisa Truccato), née à Turin le 23 mai 1926 et morte dans cette ville le 19 juillet 2019, est une artiste italienne qui y a vécu et exercé principalement ses activités artistiques, avant de s'installer à Milan. Elle est l'unique femme du mouvement de l'arte povera.

## Biographie
Née en 1926 à Turin, elle effectue des études d'architecture. Durant ces études, elle rencontre son futur mari, Mario Merz,,. Marisa Merz se consacre à la création artistique à partir des années 1960.
Marisa Merz se fait remarquer en 1966 par une exposition qui utilise son appartement-atelier comme un espace d'exposition, brouillant les frontières entre espace intime et lieu public. Dès 1967, l'utilisation de matériaux comme la laine et le cuivre, conducteur d'énergie, préfigurent la démarche de l'arte povera. Avec son époux Mario Merz, ils rejoignent le mouvement la même année. Elle est souvent considérée comme l'unique femme de ce mouvement artistique,,.
En 1968, elle passe aux trames de fils de cuivre ou de nylon. Elle coule ensuite de petits objets comme des cartes postales dans de la cire blanche évoquant un cocon protecteur. En 1969, elle présente ses trames et ses petits objets dans l'espace. Elle consacre ensuite plusieurs œuvres à sa fille Béa, comme une balançoire ou une trame formant le prénom de l'enfant.
Dans les années 1970, elle produit une série d'installations mixant les artefacts qu'elle a précédemment élaborés (fil de cuivre, cire, trames, objets…) selon une distribution qui semble aléatoire ou variable selon les lieux d'exposition. Elle produit aussi des têtes en bois ou en terre crue brute ou parfois ornées de feuilles d'or ou de fil de cuivre ainsi que deux séries de dessins, l'une au crayon noir sur toile, l'autre au pastel et cire, souvent sur carton. Sur la première, un réseau très fin d'arabesques semble tracer les contours fragiles d'un visage. Les visages de la seconde sont colorés et violemment expressifs.
Au début des années 1980, elle prend la décision, pour des raisons liées à sa démarche artistique, mais qui se révèlera provisoire, de renoncer aux expositions personnelles et ne participe plus qu'aux grandes manifestations artistiques internationales. Elle expose à la documenta 9 de Cassel en 1992, une petite fontaine de cire ayant pour titre Silence bruissant. Toutefois, les expositions personnelles organisées au Centre Georges-Pompidou en 1994 et au Stedelijk Museum en 1996, consacrent sa réputation internationale.
Les œuvres de cette période, présentées sur de solides étagères en bois ou en métal contrastent par leur fragilité et leur poésie discrète. Malgré son âge et la perte de Mario Merz en 2003, Mariza Merz ne cesse d'élaborer une œuvre singulière et troublante. Elle reçoit avec Maria Lassnig le Lion d'or de la 55e Biennale de Venise en 2013. Entre 2017 et 2018, une exposition itinérante lui est consacrée, inaugurée au Metropolitan Museum of Art  de New York puis présentée au Musée Hammer de Los Angeles, au musée d'art contemporain Serralves de Porto et au Museum der Moderne  de Salzbourg.
Introduisant dans l'art contemporain des techniques relevant de l'artisanat ou des activités dites féminines (tressage, tricotage), elle confère à ces dernières la dignité artistique qu'elles méritent. Une autre constante de son œuvre est l'exploration des interactions entre espace intérieur et espace extérieur, identité, vie privée et espace social.
Elle meurt en 2019,,.

## Expositions principales
- 1966 - Première exposition, dans son atelier
- 1969 - Stedelijk Museum, Amsterdam
- 1969 - Museum Folkwang, Amsterdam
- 1972 - 3e Biennale Internationale de la Jeune Peinture, Museo Civico, Bologne
- 1972 - 36e Biennale de Venise
- 1973 - Xe quadriennale de Rome, Palais des expositions, Rome
- 1980 - 39e Biennale de Venise
- 1981 - Centre Georges-Pompidou, Paris
- 1982 - Palazzo delle Esposizioni de Rome
- 1982 - documenta 7 de Cassel
- 1983 - Harbor Museum, Los Angeles
- 1985 - 42e Biennale de Venise
- 1985 - Château de Rivoli, Turin
- 1986 -Chambre d'amis, Musée municipal d'art actuel, Gand
- 1988 - 43e Biennale de Venise
- 1989 - Museum Ludwig, Cologne
- 1992 - documenta 9 de Cassel
- 1992 - Nouveau Musée, Lyon
- 1993 - 45e Biennale de Venise
- 1994 - Centre Georges Pompidou (solo)
- 1994 - Guggenheim Museum, New York
- 1995 - Kunstmuseum Wolfsburg
- 1995 - Kunstmuseum Wintherhur, Suisse (solo)
- 1996 - Stedelijk Museum d'Amsterdam (solo)
- 2001 - 49e Biennale de Venise : Prix spécial du jury
- 2001/2003 - Zero to Infinity : Tate modern, Londres ; Walker Art Center, Minneapolis ; Museum of Contemporary Art, Los Angeles ; Hirshhorn Museum, Washington, D.C.
- 2003 - Kunstmuseum Wintherhur (solo)
- 2007 - Palazzo Fortuny, Venise
- 2007 - Museo d'arte contemporanea DonnaREgina, Naples (solo)
- 2008 - Biennale de Sydney
- 2010 - Kunstmuseum Liechtenstein
- 2011 - Château de Rivoli, Turin
- 2012 - Fondation Merz, Turin (solo)
- 2012/2013 - MAXXI - Museo nazionale dell arti del XXI secolo
- 2013 - 55e Biennale de Venise : Lion d'or, mention spéciale du jury
- 2017 - The Sky is a Great Space (rétrospective) - Metropolitan Museum of Art  de New York
- 2017 - The Sky is a Great Space (rétrospective) - Musée Hammer de Los Angeles
- 2018 - The Sky is a Great Space (rétrospective) - Casa de Serralves de Porto
- 2018 - The Sky is a Great Space (rétrospective) - Museum der Moderne  de Salzbourg
- 2024 - Arte povera - Collection Pinault - Bourse de commerce  à Paris

## Collections publiques
- Tate Modern
  - Sans titre, œuvre en aluminium suspendu, 1966
  - Scarpetta/petite chaussure, nylon et paraffine, 1968
  - Sans titre, acier et nylon, 1969 (deux œuvres)
- Walker Art Center : Fontana/Fontaine
- Château de Rivoli : 3 œuvres, sans titre